# North American P-64
Il North American P-64, designazione aziendale NA-68, fu un aereo da caccia monoposto, monomotore e monoplano ad ala bassa, sviluppato dall'azienda aeronautica statunitense North American Aviation nei tardi anni trenta.
Evoluzione del caccia NA-50, a sua volta derivato dall'addestratore NA-16/BT-9, venne realizzato in piccola serie per il mercato d'esportazione e acquistato dal Perù per equipaggiare il proprio Cuerpo Aeronáutico, dove venne soprannominato Torito (piccolo toro) e utilizzato in combattimento durante la breve guerra ecuadoriano-peruviana.
Oltre ai nove esemplari peruviani, altri sei, ordinati dalla Kongthap Akat Thai, furono sequestrati prima dell'esportazione dal governo degli Stati Uniti nel 1941, a seguito dell'intensificarsi dei rapporti tra il governo thailandese e l'Impero giapponese dopo la guerra franco-thailandese, ed utilizzati come addestratori non armati dall'allora Air Corps dell'United States Army.

## Storia del progetto

### NA-50

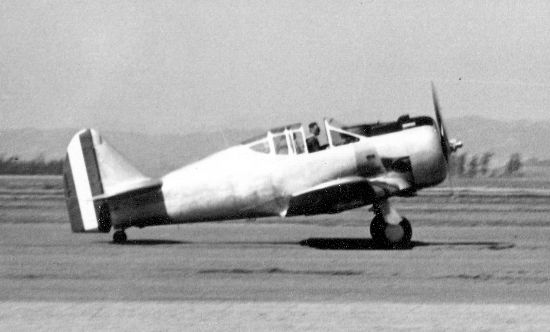
L'NA-50 "Torito" destinato al Perù.

Il North American Aviation NA-50 fu sviluppato come un caccia monomotore, monoposto e monoplano ad ala bassa destinato all'esportazione, basandosi sul progetto dei precedenti NA-16 e BT-9 del 1935. Il NA-16 si è evoluto in una serie di modelli che furono tra gli addestratori basici e avanzati tra i più diffusi nelle aviazioni di tutto il mondo tra la seconda guerra mondiale e il secondo dopoguerra, fornendo anche un progetto facilmente trasformabile in un caccia monomotore destinato a piccoli stati che necessitavano di un velivolo semplice ma dotato di funzionalità e caratteristiche moderne.
L'NA-50 Torito, che in slang spagnolo indicava un giovane toro (torello), realizzato su commissione del governo peruviano, fu un caccia monoposto basato sul dimostratore biposto da combattimento basico NA-44. Il modello era equipaggiato con un motore radiale Wright R-1820-G3 nove cilindri singola stella raffreddato ad aria in grado di erogare la potenza di 840 hp (626 kW) in grado di spingere l'NA-50 fino alla velocità massima di 295 mph (475 km/h, 256 kt) a una quota di 9 500 ft (2 896 m). Il prototipo, dotato di una coppia di mitragliatrici calibro .30 in (7.62 mm) Browning M1919, venne terminato nel maggio 1939 e successivamente impegnato in una serie di prove di volo nello stabilimento di costruzione.

### NA-68
Nel 1940, la thailandese Kongthap Akat Thai emise un ordine per la fornitura di sei esemplari, simili all'NA-50, che vennero indicati come NA-68; le differenze introdotte riguardarono il carrello d'atterraggio modificato, piano alare modificato alle sue estremità, con un armamento più pesante e superfici dell'impennaggio ridisegnate, simili a quelle adottate dai successivi addestratori avviati alla produzione in serie. Il primo degli NA-68 realizzati venne portato in volo per la prima volta dal pilota collaudatore aziendale Lewis Waite il 1º settembre 1940.

## Impiego operativo

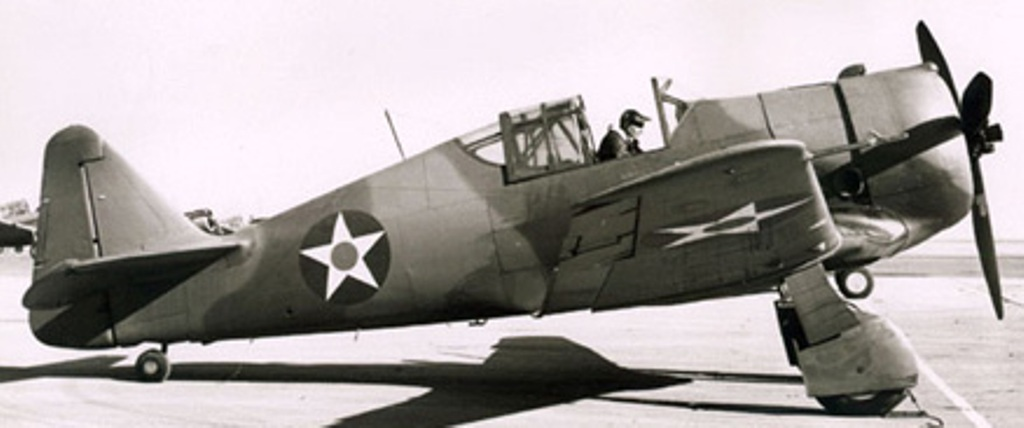
Un P-64 in livrea USAAC.

Il Perù ha acquistato sette esemplari che andarono ad equipaggiare il Cuerpo Aeronáutico del Perú, l'allora denominazione dell'aeronautica militare peruviana, le cui consegne vennero evase nel maggio 1939. Gli esemplari furono dotati di dispositivi di aggancio di bombe da caduta leggere sotto la fusoliera. Gli NA-50 peruviani vennero utilizzati in combattimento durante la breve guerra ecuadoriano-peruviana del luglio 1941, supportando le forze terrestri dell'Ejército del Perú.
Nel 1940, quando un lotto di sei NA-68, ordinati dal governo thailandese e destinati, assieme a un altro lotto di NA-69 biposto mai realizzati, alla Kongthap Akat Thai, erano già in viaggio per il paese asiatico, la consegna venne annullata ritenendo non graditi agli Stati Uniti d'America i rapporti tra la Thailandia e l'Impero giapponese.
I velivoli, tornati in possesso degli statunitensi, vennero disarmati e (ridesignati P-64) riassegnati a unità della United States Army Air Corps (USAAC) come aerei da "addestramento caccia" di tipo avanzato.

## Utilizzatori
Perù
- Cuerpo Aeronáutico del Perú

 Stati Uniti
- United States Army Air Corps
- United States Army Air Forces